# Citrus × reshni
Citrus x reshni también conocido como mandarino Cleopatra es un árbol cítrico muy utilizado en agricultura como portainjerto de distintas especies cultivadas de cítricos, sobre todo naranjo, pomelo, mandarino y limonero.
Es un portainjerto resistente a la caliza del suelo, tolerante al virus de la tristeza, es sensible a asfixia radicular y Phytophtora.
Este patrón induce a un crecimiento lento en los primeros años. Induce buena productividad y excelente calidad de los frutos, aunque estos suelen ser algo más pequeños que con otros patrones,tiene hojas lanceoladas y espinas de aproximadamente 4 cm.